# Montjavoult
Montjavoult este o comună franceză, situată în departamentul Oise, în regiunea Hauts-de-France.

## Geografie
Montjavoult este un sat situat între Paris și Rouen, care face parte din regiunea Vexin français și atinge o altitudine de 207 metri, fiind astfel unul dintre cele mai înalte sate din Bazinul Parisului. Satul nu este deservit de nicio arteră rutieră importantă, însă drumul departamental RD 915 trece în apropiere (axa Pontoise-Gisors-Dieppe).

### Comune limitrofe
| Vaudancourt       | Lattainville               | Delincourt |
| Montagny-en-Vexin |                            |            |
| Parnes            | Saint-Gervais (Val-d'Oise) | Serans     |

### Hidrografie
Comuna se află în bazinul hidrografic Seine-Normandie. Este traversată de rîul ruisseau d'Herouval și de cursul de apă 01 al comunei Montagny-en-Vexin.

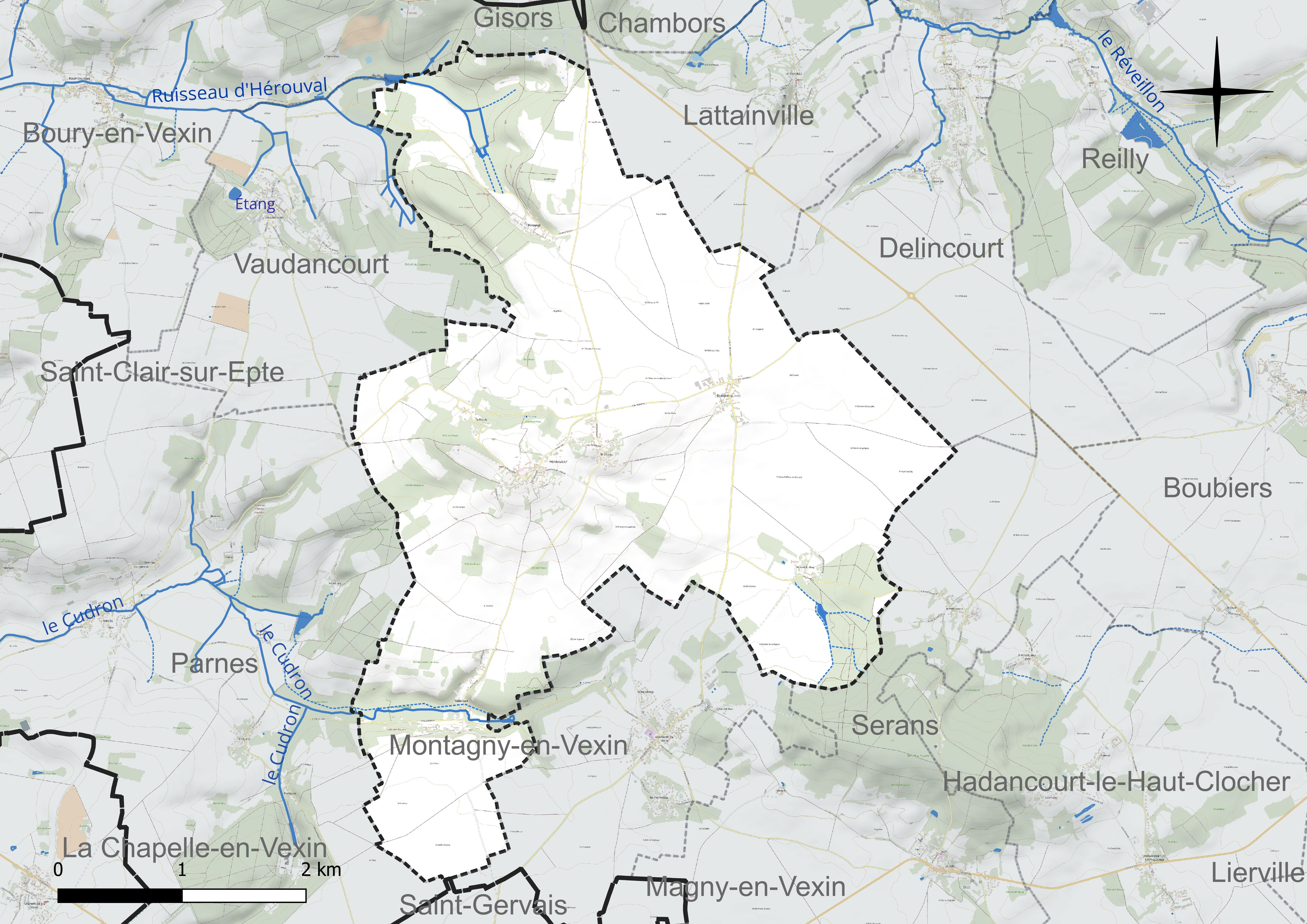
Rețeaua hidrografică a Montjavoult

### Climă
În 2010, clima comunei este de tipul climatului oceanic degradat al câmpiilor din Centru și Nord, conform unui studiu al Centrului Național de Cercetare Științifică (CNRS) pe baza unui set de date care acoperă perioada 1971-2000 bazat pe o serie de date din perioada 1971-2000. În 2020, Météo-France a publicat o tipologie a climatului pentru Franța metropolitană, în care comuna este expusă unui climat oceanic și se află în regiunea climatică Sud-vest a bazinului Parisian, caracterizată printr-o ploaie redusă, în special primăvara (120-150 mm) și o iarnă rece (3,5 °C).
Pentru perioada 1971-2000, temperatura anuală medie este de 10,3 °C, cu o amplitudine termică anuală de 14,3 °C. Cumulul anual mediu de precipitații este de 754 mm, cu 11,8 zile de precipitații în ianuarie și 8,7 zile în iulie. Pentru perioada 1991-2020, temperatura medie anuală observată la stația meteorologică Météo-France cea mai apropiată, situată în comuna Jaméricourt la 12 km distanță, este de 11,5 °C, iar cumulul anual mediu de precipitații este de 677,0 mm.
Pentru viitor, parametrii climatici estimati pentru comună pentru anul 2050, conform diferitelor scenarii de emisii de gaze cu efect de seră, pot fi consultati pe un site dedicat publicat de Météo-France în noiembrie 2022.

## Urbanism

### Tipologie
La 1 ianuarie 2024, Montjavoult este clasificată drept comună rurală cu habitat dispersat, conform noii grile de densitate comunală în șapte niveluri definită de INSEE (Institutul Național de Statistică și Studii Economice) în 2022. Comuna este situată în afara oricărei unități urbane. În plus, comuna face parte din aria metropolitană a Parisului, fiind una dintre comunele de la periferie, această zonă reunind 1.929 de comune.

### Utilizarea terenurilor
Ocuparea terenurilor din comună, așa cum reiese din baza de date europeană privind ocuparea biogeografică a solurilor Corine Land Cover (CLC), este marcată de importanța teritoriilor agricole (79,7 % în 2018), o proporție identică cu cea din 1990 (79,7 %). Distribuția detaliată în 2018 este următoarea: terenuri arabile (75 %), păduri (18,7 %), pajiști (4,7 %), zone urbanizate (1,6 %). Evoluția ocupării terenurilor în comună și a infrastructurilor sale poate fi observată pe diferitele reprezentări cartografice ale teritoriului: harta Cassini (secolul XVIII), harta de stat-major (1820-1866) și hărțile sau fotografiile aeriene ale IGN pentru perioada actuală (1950 până în prezent).

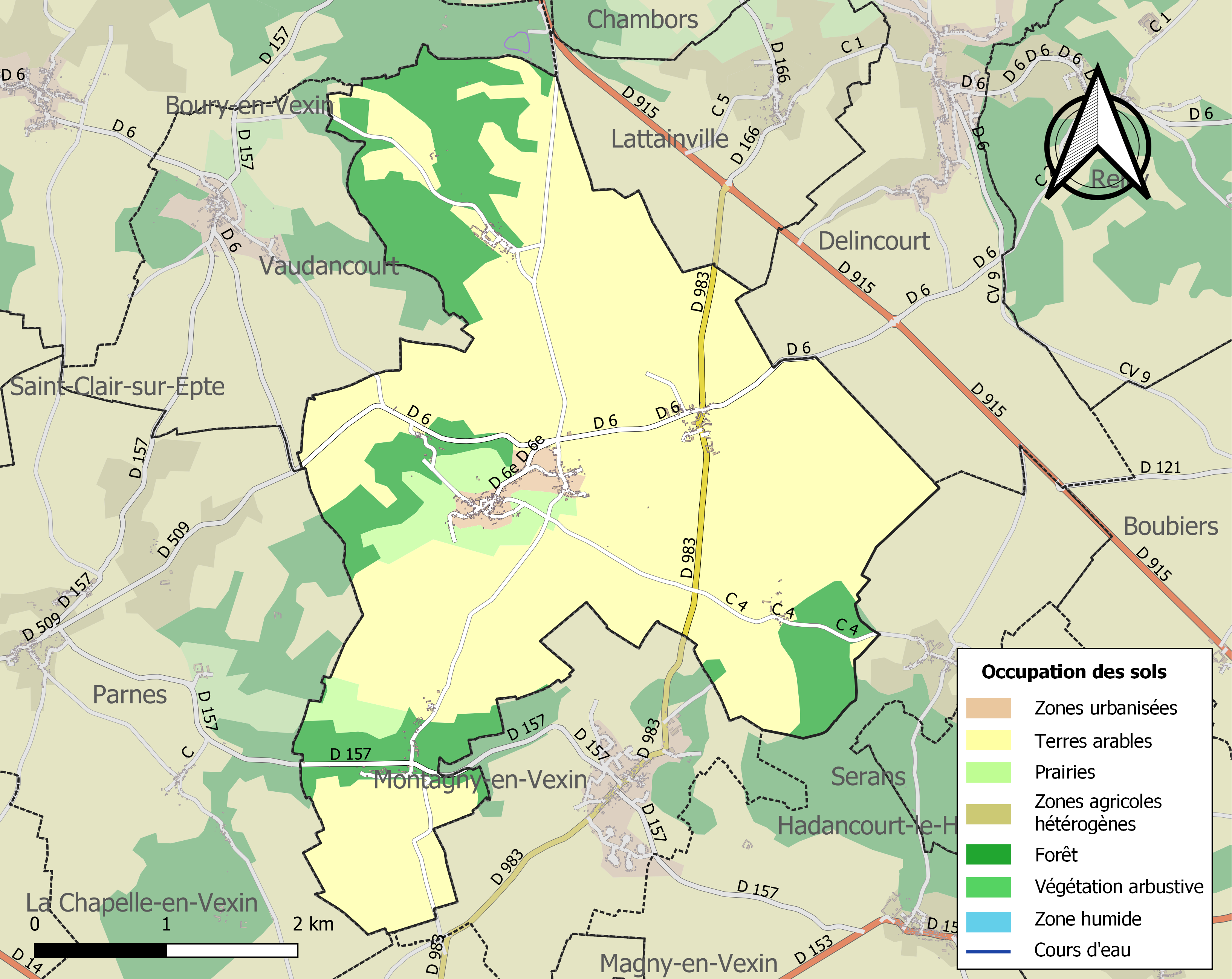
Harta infrastructurii și utilizării terenului a comunei în 2018 (CLC).

## Toponimie
Numele localității este atestat sub următoarele forme: monte jocundiaco în 832 și 862; monte Genvoldi în 1157; monte jovis și mont Jove în 1207; Montgeuvol și Montjavou în 1208; Mongeuvolt în 1213; Mongenvolt în 1213; Mont Genvolt în 1214; montis jovis în 1220; monte iovis în 1234; monte jovis în 1248; Monjavou în secolul al XIII-lea; Mons jovis în 1337; Monjanvult în 1487; Mont Javoust în 1488; Mont Javoult în 1497; Montiavoult în 1554; Mont javou în 1635; Moniavoult în 1654; Montjavolt în 1720; Montjavoult în 1840.
Este vorba despre o formare toponimică medievală cu elementul Mont- („înălțime, colină, munte”), termen derivat din gallo-romanul MONTE, format din acuzativul latinesc mōns, adică montem, urmat de un antroponim germanic, care este singurul capabil să explice formele vechi în -oldi / -olt și care justifică prin evoluție regulată terminația -oult din Javou[lt].
Opiniile diferă însă în privința naturii exacte a acestui nume de persoană:
- Albert Dauzat consideră că forma inițială este Genvold;
- François de Beaurepaire propune Givald / Givold (citește Geuvoldi pentru forma din 1157), pe care îl latinizează în Givaldus / Givoldus, bine atestat[24];
- Ernest Nègre presupune o variantă a lui Genvold cu terminația latinizată -us, respectiv Genboldus, deși este atestată doar forma feminină Genbolda[23].

Nici Ernest Nègre, nici François de Beaurepaire nu iau în considerare formele din secolul al IX-lea, deoarece acestea nu explică evoluțiile ulterioare și forma actuală a toponimului. Doar Albert Dauzat observă că a existat un toponim primitiv în -acum, format cu numele de persoană latin Jucundius, care ar fi trebuit să ducă la forma Jongy local, după modelul Jongieux (Savoia, Jongiacum 1399).
În schimb, Ernest Nègre este interesat de latinizările erudite în Monte Jovis, motivând că acestea sunt influențate de tradiția care susține că locul ar fi fost inițial dedicat lui Jupiter. El sugerează, poate, că atracția acestor forme ar putea explica trecerea anormală de la [b] în Genboldus la [v] în Genvoldus. Totuși, formarea toponimică Monte Jovis este bine atestată în alte regiuni și a dat frecvent forma Montjoux (Drôme, [castrum] Montis Jovis 1278).
François de Beaurepaire apropie Montjavoult de numeroase toponime precum Jeufosse (Yvelines, Fossa Givaldi în secolul al IX-lea, Guiolt fossa, fără dată), Géfosse (Calvados, Guioldfosse 1160), Guéfosse (Orne), Geffosses (Manche, Givolli fossa 1084), precum și de tipul Courgivaux (Marne, Courgivolt 1153, Curia Givoldi 1209), etc..

## Istorie
Montjavoult a fost mult timp o feudă aflată în dependența abației Saint-Denis. În secolul al XIV-lea, Raoul de Presles menționează cele trei coline din Montjavoult, Courdimanche și Montmartre, dedicate, potrivit lui, lui Jupiter, Apollo și Marte, care comunicau între ele prin semnale luminoase (utilizarea colinei din Montjavoult pentru comunicații optice timp de mai multe secole este atestată).
Rămășițele unui fanum galo-roman (o platformă pătrată) au fost descoperite în secolul al XIX-lea pe locul bisericii. Jacques Cambry menționează acest aspect în lucrarea sa Descrierea departamentului Oise, din 1803, iar Louis Graves amintește săpăturile din 1826 în lucrarea sa Précis statistique du canton de Chaumont-en-Vexin.

## Populația și societatea

### Date demografice
Evoluția numărului de locuitori este cunoscută prin recensămintele populației efectuate în comuna începând din 1793. Pentru comunele cu mai puțin de 10 000 de locuitori, un recensământ al întregii populații este realizat la fiecare cinci ani, populațiile legale pentru anii intermediari fiind estimate prin interpolare sau extrapolare.
În 2021, comuna număra 510 locuitori, în creștere cu +7,82 % față de 2015 (Oise: +0,89 %, Franța fără Mayotte: +1,84%).
| An        | 1793 | 1821 | 1841 | 1856 | 1876 | 1886 | 1901 | 1921 | 1936 | 1962 | 1982 | 2006 | 2014 | 2021 |
| --------- | ---- | ---- | ---- | ---- | ---- | ---- | ---- | ---- | ---- | ---- | ---- | ---- | ---- | ---- |
| Populație | 650  | 661  | 654  | 628  | 543  | 475  | 421  | 386  | 361  | 366  | 324  | 496  | 463  | 510  |

## Cultura locală și patrimoniul

### Locuri și monumente

#### Monumente istorice
Biserica Saint-Martin (clasată monument istoric prin ordinul din 22 octombrie 1913)
Construită pe vârful unei coline, la o altitudine de 207 m, această biserică domină peisajul pe o rază de mai mulți kilometri și reprezintă unul dintre principalele monumente ale fostului canton Chaumont-en-Vexin. Marele său portal renascentist, realizat în jurul anului 1565 de Jean Grappin din Gisors, este elementul cel mai remarcabil. La fel ca și turnul masiv din aceeași epocă, amplasat la vest, portalul ar fi demn de o mare biserică de oraș.
În interior, nava laterală sudică, boltită la aceeași înălțime ca nava centrală, formează împreună cu aceasta un spațiu vast, unificat, cu proporții elegante, surprinzător pentru un sat care astăzi este lipsit de importanță. Stilul său gotic flamboyant târziu încorporează câteva elemente renascentiste. Restul bisericii este mult mai modest și a fost construit în mare parte între sfârșitul secolului al XV-lea și primul sfert al secolului al XVI-lea, în stil gotic flamboyant, reutilizând parțial structuri mai vechi, inclusiv baza unui turn central din secolul al XII-lea.
În navă, precum și în cor și colateralele sale, se observă tipuri de stâlpi atipici și modalități particulare de a sprijini bolțile, ceea ce sugerează o legătură cu biserica din Parnes. Totuși, o parte din biserica romană din secolul al XI-lea este încă păstrată. Este vorba despre partea laterală nordică a navei, care se deschide prin trei arcade semicirculare fără un stil particular, dar care are în interior o boltă în semicilindru foarte veche, întărită de patru arce dublou deformate sub greutatea bolții.

#### Alte elemente ale patrimoniului

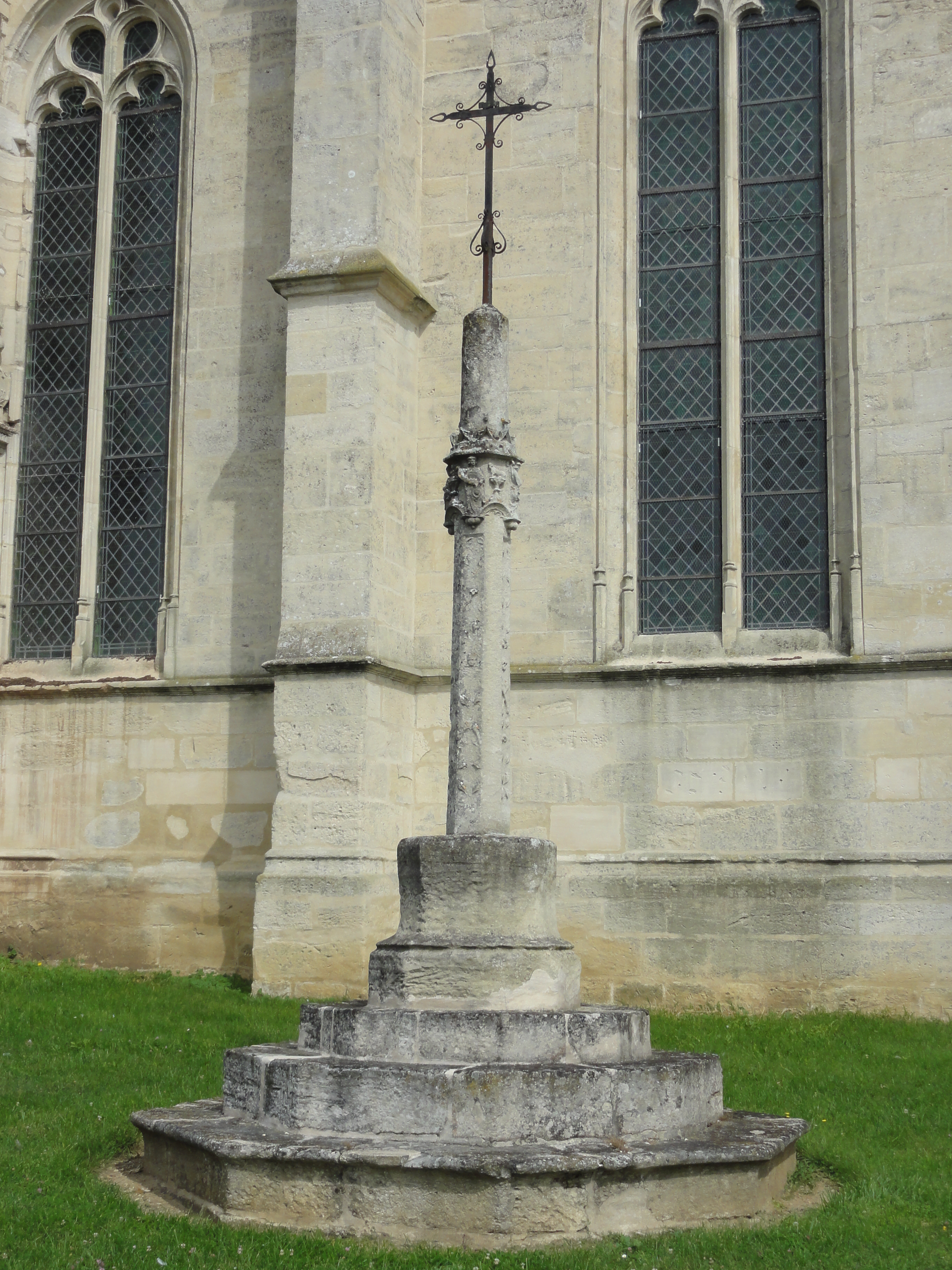
Vechea cruce de cimitir.

- Vechea cruce de cimitir din fața bisericii, în stil gotic.
- Fostul lavoir din Valécourt.
- Castelul Bout-du-Bois, un castel fortificat remodelat în secolele XV, XVII și XIX[37].
- Conacul Hérouval, datând din secolul al XVI-lea[38].
- Aleea acoperită din Hérouval, cercetată de Antoine Passy și ulterior reîngropată[39].

### Personalități
- Dado (1933-2010) și Hessie (1936-2017), pictor și artistă textilă contemporană, s-au stabilit în anii 1960 la Moulin d'Hérouval.
- Matthieu Gourdain, născut în 1974, campion olimpic la sabie.